# Piraquê
Piraquê là một đô thị thuộc bang Tocantins, Brasil. Đô thị này có diện tích 921,585 km², dân số năm 2007 là 3014 người, mật độ 3,27 người/km².